# Neticho
Neticho je nezisková organizace, která nabízí pomoc lidem s tinnitem, šíří o této diagnóze osvětu a spolupracuje s lékaři. V Evropské unii má tinnitus přibližně 15% dospělé populace, to znamená každý sedmý dospělý Evropan.
Organizaci založil Filip Rojík v únoru 2023 na základě vlastní zkušenosti s tinnitem. Na jejím rozvoji spolupracuje od dubna téhož roku s Žanetou Sadilovou. 
Organizace je první svého druhu v České republice. 

## Činnost

### Podpora lidí s tinnitem
Na webových stránkách a sociálních sítích organizace sdružuje informace o tinnitu a sdílí příběhy lidí s tinnitem. Pořádají také podpůrné skupiny a natočili podcastovou sérii věnovanou této diagnóze. 

### Osvětová činnost
Cílem je šířit osvětu o tinnitu a ochraně sluchu. Neticho šíří dvě jednoduchá doporučení: 
1. Tinnitus způsobený hlukem řešte co nejdříve návštěvou ORL ambulance.
2. Jednou z častých příčin tinnitu je hluk, proti kterému se můžeme efektivně chránit.

### Spolupráce s lékaři
Organizace spolupracuje s odbornou veřejností a podporuje vzdělání v této oblasti. Neticho pořádá pod záštitou České společnosti pro otorhinolaryngologii a chirurgii hlavy a krku ČLS JEP vědeckou konferenci Tinnitus sympozium Neticho 2024.